# Ostrov Krupské
Ostrov Krupské (rusky Остров Крупской) je neobydlený ruský ostrov v Karském moři. Geograficky patří do souostroví Severní země a administrativně do Krasnojarského kraje.
Ostrov se nachází v severozápadní části souostroví. Na severu je Kalinský záliv. Od ostrova Pioněr je ostrov Krupské oddělen úzkou Lodochnskou úžinou. Na jihu je oddělen od Sedovského souostroví úžinou Rudé armády.
Na ostrově je několik jezer, všechna jsou soustředěna na jihozápadní straně. Největší jezero se nachází na západní části ostrova. Je zde mnoho menších potoků.
Ostrov Krupské je 17,5 km dlouhý a až 10 km široký. Celková rozloha ostrova je asi 100 km². Ostrov je plochý a v létě bez ledu. Nejvyšší bod je vysoký 49 metrů a nachází se na severozápadě ostrova.
Ostrov byl objeven 29. května 1931 Georgijem Alexejevičem Ušakovem a objevitelem byl pojmenován podle Naděždy Krupské, ruské revolucionářky a manželky Lenina.